# Pachycondyla castanea
Pachycondyla castanea es una especie de hormiga endémica de la isla Norte de Nueva Zelanda. Esta especie está íntimamente emparentada con Pachycondyla castaneicolor, también endémica de Nueva Zelanda, y de la cual se cree que procede. Son una especie depredadora, y poseen un aguijón venenoso.

## Características
Como todas las Pachycondyla, poseen unas mandíbulas triangulares, con pequeños dientes en la parte interior. Tienen dos espolones en sus patas traseras, y sus antenas están segmentadas en 12 tramos. Las obreras tienen una longitud ligeramente menor que las P. castaneicolor; entre 4,9 y 6,1 mm. Son de color marrón rojizo. Sus reinas carecen de alas, y se comportan como una obrera más.
Al contrario que sus hermanas de la especie P. castaneicolor, muestran preferencia por anidar en espacios sombreados y con vegetación. Pueden picar a humanos si ven amenazado el nido.